# Aegisthus mucronatus
Aegisthus mucronatus är en kräftdjursart som beskrevs av Giesbrecht 1891. Aegisthus mucronatus ingår i släktet Aegisthus och familjen Aegisthidae. Inga underarter finns listade i Catalogue of Life.